# Guy Motors

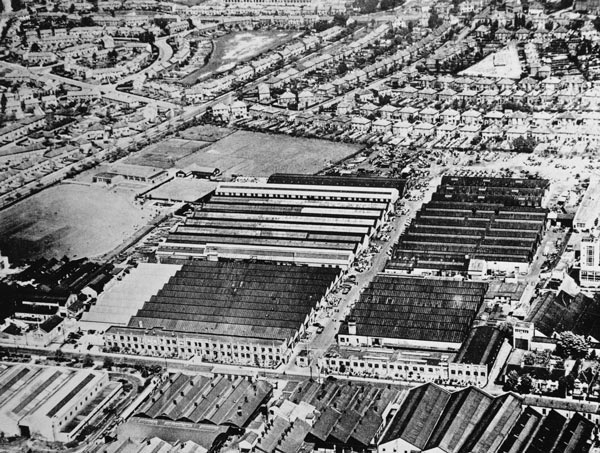
Vue aérienne de l'usine Guy Motors à Fallings Parc, vers 1920.

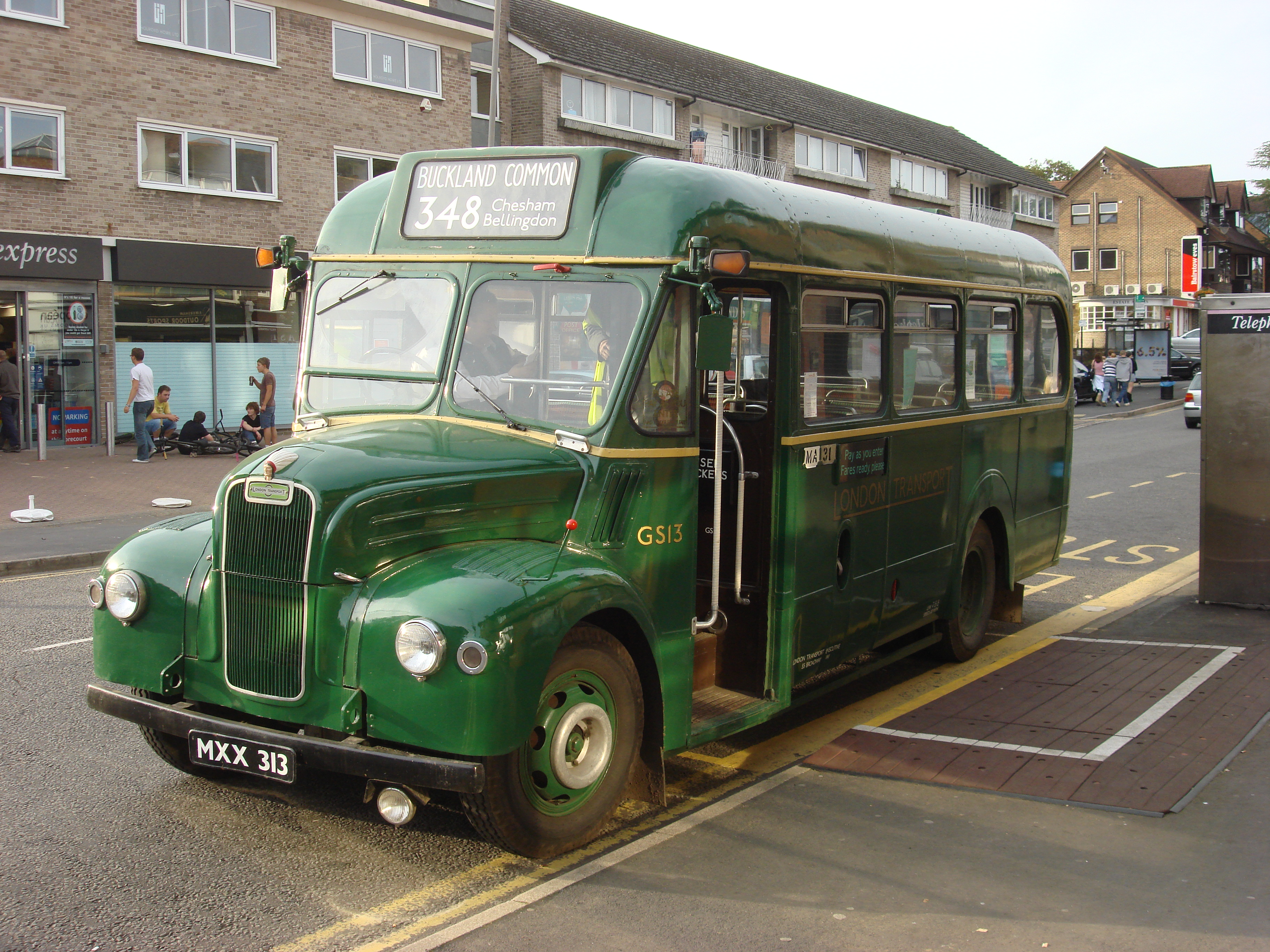
Autobus Guy GS construit en 1953 pour London Transport

Guy Motors fut un fabricant anglais de véhicules à moteur qui produisit des voitures, des camions, des autobus et des trolleybus. La société fut fondée par Sydney S. Guy (1885-1971), qui naquit dans Kings Heath, Birmingham. Guy Motors fut exploité dans ses usines de Fallings Park (en), de 1914 à 1982, et joua un rôle important dans le développement de l'industrie automobile britannique. Son siège était à Wolverhampton dans les Midlands de l'Ouest.

## Histoire

### La fondation et la Première Guerre Mondiale

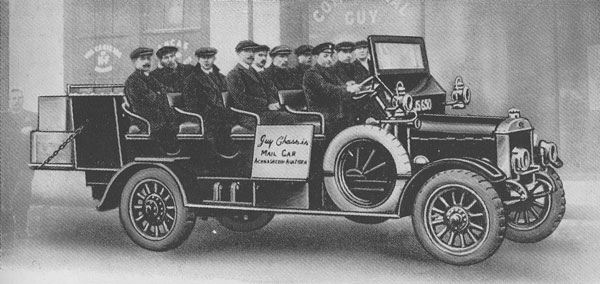
Bus de 14 places Guy conçu pour une utilisation combinée de courrier et transport de passagers dans les highlands, entre Achnasheen et Aultbea.

Sydney S. Guy enregistra Guy Motors Limited le samedi 30 mai 1914 et quitta son poste de directeur d'usine chez Sunbeam à Wolverhampton le même jour. Une usine fut construite sur le site de Fallings Park à
Wolverhampton et en septembre 1914 la production du camion 30 cwt (en) nouvellement conçu démarra. Il utilisait un châssis en acier embouti beaucoup plus léger que les habituels châssis-cadres en longerons laminés de l'époque. Cela rendit le véhicule capable de traverser des terrains difficiles et un autobus postal à 14 places fut construit sur cette base et utilisé pour parcourir la région des Highlands Écossais.
En 1915 Guy passa sous contrôle du Ministère des Munitions et la production est concentrée sur l'effort de guerre. L'usine a continué à produire des camions 30cwt qui furent fournis aux alliés de la Grande-Bretagne durant la Première Guerre mondiale. Ils produisirent également des moteurs d'avion en étoile de type Wasp et Dragonfly (en), des moteurs de camion Tylor et des boîtes de vitesses Maudslay (en) et furent le plus grand fabricant du pays de grenades anti-sous-marin. Pour leurs efforts au cours de la guerre, Guy reçut une mention d'honneur de William Weir (en), Secrétaire d'État de l'Armée de l'air. En raison des commandes du ministère, Guy prospéra au cours de la guerre, agrandit son usine et se fit un nom dans l'industrie Britannique.

### Les années 1920
La période d'après-guerre fut difficile pour l'industrie automobile, les contrats militaires ayant été annulés et les véhicules militaires restants furent vendus sur le marché à bas prix. Guy retourna donc au marché civil, décidé à produire des voitures de luxe conçues par RH Rose, également de Sunbeam. Ils produisirent la voiture Guy huit cylindres, équipée du premier moteur V8 Britannique, à soupapes latérales. Environ 25 exemplaires furent construits et un modèle plus petit fut proposé en 1922 avec le moteur quatre cylindres de 2,465 cm3 de 16,9 cv. Un modèle encore moins cher suivit en 1924 avec la 13/36 équipée d'un moteur Coventry Climax de 1,954 cm3 . Environ 110 exemplaires à quatre cylindres furent réalisés. La production a également continué pour les véhicules basés sur le châssis 30cwt tels que le charabanc Guy et leur principal succès, le bus à 30 places.

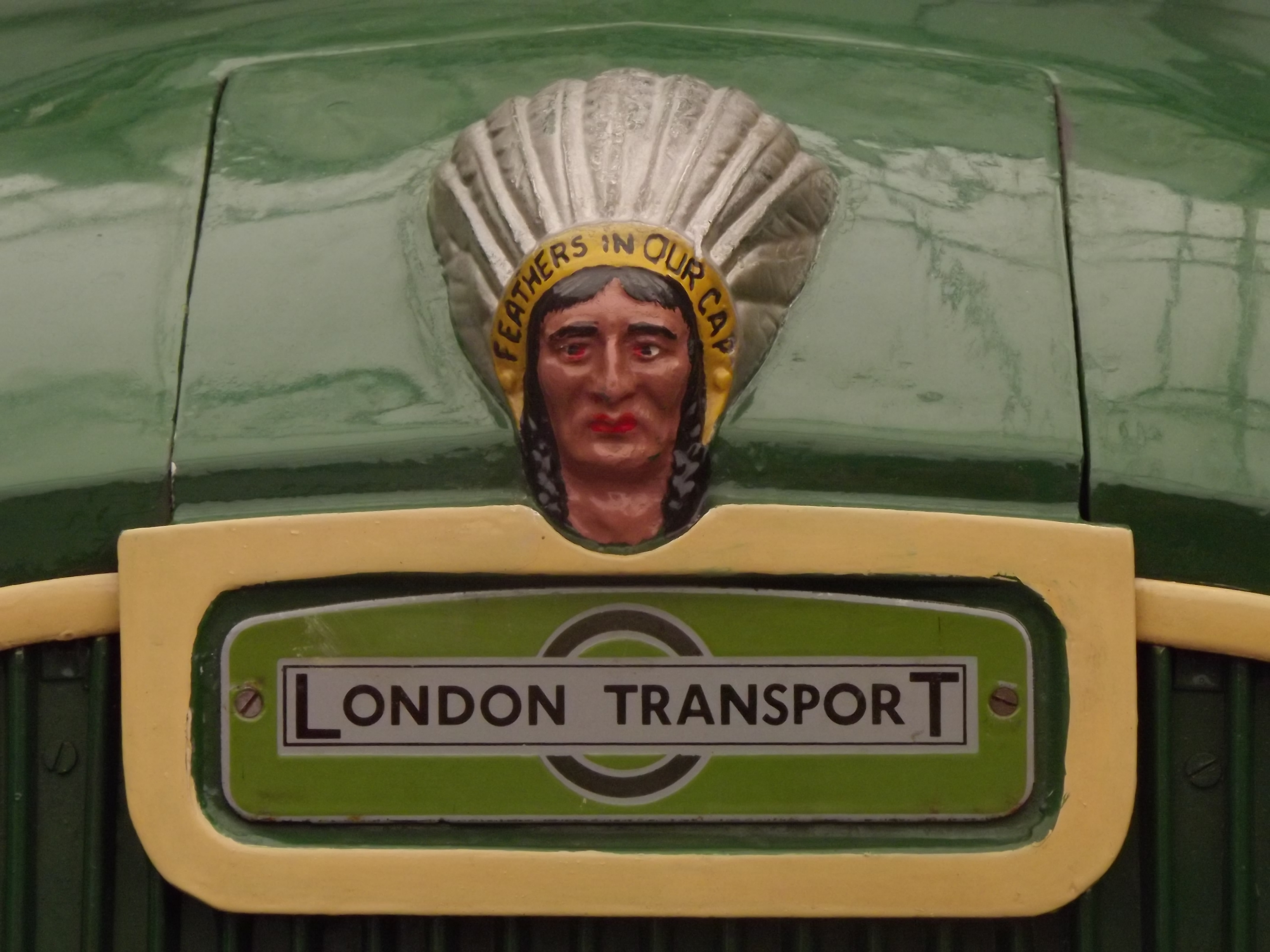
L'Indien

En 1924, la société a adopté le slogan "des Plumes dans nos Casquettes", qui a conduit à l'ajout d'une mascotte Natif Américain (un indien) à leurs véhicules. En 1924, Guy produisit le premier châssis embouti pour véhicules de tourisme (le type B). Cette conception permit aux passagers d'entrer dans le bus en une seule étape et devint extrêmement populaire, Guy recevant même une commande de 170 exemplaires de la ville de Rio de Janeiro.

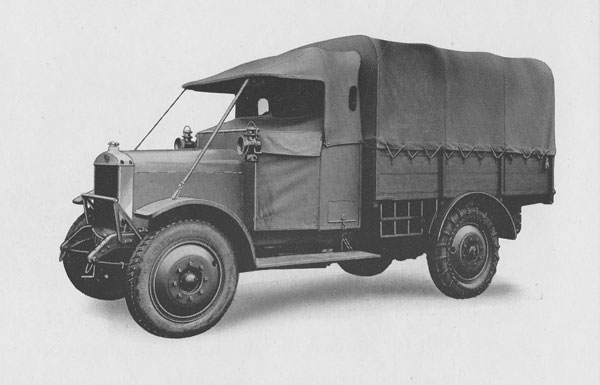
Premier véhicule militaire Guy produit en 1923

La croissance des populations dans les villes, et les villes grandissant, générèrent un besoin d'autobus de plus grande capacité, conduisant Guy à développer une version 6 roues de leur châssis embouti qui permit l'introduction des premiers bus à étage et trolleybus en 1926. Ces deux véhicules devinrent rapidement très populaires, une flotte de double deckers fut vendue à la London Public Omnibus Company et des exportations dans le monde entier, qui devinrent une source majeure de revenus pour Guy, avec des ventes en Afrique du Sud, au Pakistan, en Inde et aux Pays-Bas. Les véhicules militaires blindés se sont également avéré très populaires sur terrain difficile, avec 100 exemplaires fournis au gouvernement de l'Inde en 1928.

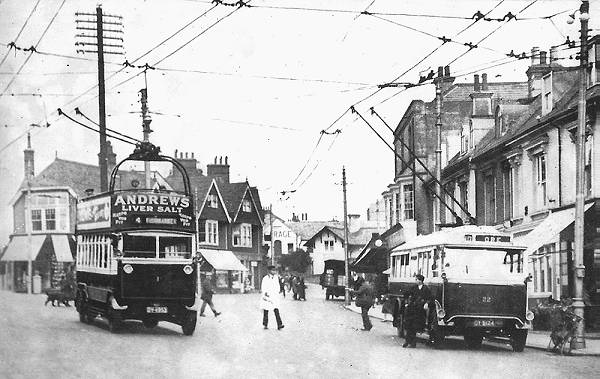
Trolleybus Guy à Hastings, vers 1928

En 1928, Guy prit le contrôle de son concurrent et voisin Star Motor Company, qui déclinait depuis la fin de la guerre. Star Motors déménagea dans une nouvelle usine à Bushbury (en) et les gammes de véhicules furent harmonisées afin d'éviter la concurrence entre les deux marques. Malgré cela, la Star continua à décliner et une perte était enregistrée à chaque vente de voiture. La Grande Dépression qui suivit le krach de Wall Street empêcha Guy de continuer à subsidier l'usine Star de Bushbury, et en 1932 l'entreprise fut déclarée en cessation de paiements.
Malgré de bonnes performances tout au long de la décennie, à la fin des années 1920 Guy se retrouva face à un avenir incertain en raison de son rachat de Star et du Krach de Wall Street, situation qui entraîna la chute du prix des actions d'une livre à un shilling, soit une division par vingt.

### Les années 1930
Guy se montra capable d'encaisser la dépression grâce aux commandes du ministère de la guerre et en profitant du 1930 Road Traffic Act (en), la Loi sur la Circulation Routière qui encouragea le développement de véhicules plus légers. En 1933, le châssis de bus "Arab", conçu pour une utilisation avec des moteurs diesel, fut lancé, et devint un pilier du succès de Guy pour les vingt années suivantes.
À partir du milieu des années 1930, la société devint de plus en plus impliquée dans le programme de réarmement Britannique et produisit des véhicules militaires. En 1935 Guy présenta son nouveau véhicule blindé Ant à quatre roues aux militaires, qui furent impressionnés, et 150 exemplaires sont commandés par le gouvernement. Après ce succès, Guy se concentra  sur la production de véhicules militaires et en 1938, Guy repose exclusivement sur des contrats du Gouvernement et les productions civiles furent terminées. À cette époque, Guy conçut un nouveau véhicule blindé, le Quad Ant, dont la carrosserie fut soudée plutôt que rivetée. Cette amélioration de la sécurité des véhicules blindés permettant au gouvernement Britannique d'économiser 100 millions de livres, Guy gagna une citation de la Commission Royale.

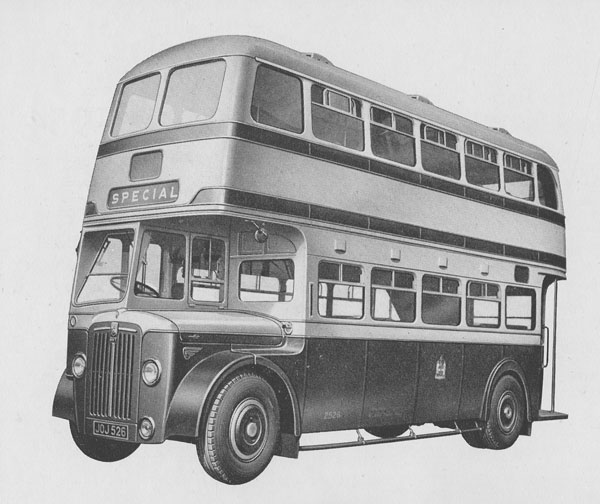
Autobus Arab Mark IV à étage, le plus connu

### La Seconde Guerre Mondiale
Les véhicules blindés Guy furent utilisés tout au long de la guerre, occupant une place majeure dans la campagne Nord-Africaine et à l'évacuation de Dunkerque. Bien que la production du Ant et du Quad Ant fut déplacée chez Karrier, l'usine fut toujours impliquée dans l'effort de guerre en produisant des canons anti-aériens.
Les ventes de voitures de tourisme au Royaume-Uni cessèrent pratiquement pendant la guerre, qui s'avéra donc être une période faste pour un fabricant d'autobus, et plus de 2.000 bus Guy à Impériale entrèrent en service entre 1942 et 1945. Le Ministère de l'Approvisionnement avait commandé à Guy la production d'un châssis adapté pour les autobus à deux étages, le blitz ayant conduit à un manque de bus. En 1942, Guy lança l'Arab I, puis le bus utilitaire Arab II, tous deux fondés sur leur dessin original de 1933, mais avec un cadre de forme identique à celui du Leyland Titan TD8 (en). Il fut un succès immédiat en raison de sa fiabilité et de ses faibles coûts de fonctionnement. La contribution de l'entreprise à l'effort de guerre l'établit comme fournisseur de référence pour le gouvernement et signifia qu'ils étaient financièrement stables pour aborder les années d'après-guerre.

### Années D'Après-Guerre
Après la guerre, Guy revint à la production civile, avec la production de bus qui reste un pilier et en conservant un fort accent sur les ventes à l'exportation de leurs principaux marchés, y compris l'Afrique du Sud, le Pakistan et les Pays-Bas. En 1948, Guy acquiert Sunbeam Véhicules Commerciaux (en)  et à partir de ce moment là, tous les trolleybus produits (sauf pour de rares opérateurs du Royaume-Uni utilisant des Karrier) portent le nom Sunbeam. Les trolleybus ont continué à bien se vendre et le Sunbeam devint le modèle le plus populaire en Afrique du Sud.
Guy continua à mettre à jour ses anciens modèles, avec l'introduction d'une nouvelle version du châssis Otter en 1950 pour des véhicules de 30 places, dont 84 furent commandés par les Transports publics de Londres (en). En 1954, les véhicules automobiles Guy étaient exploités par plus de 150 entreprises en France et dans 26 autres pays. La société développa le premier châssis pour trolleybus de 30 pieds (environ dix mètres) à deux essieux et impériale en 1954, le Sunbeam F4A, qui disposait de 68 places assises.
En 1957, Sydney Guy prend sa retraite après 43 années à la tête de l'entreprise. L'entreprise Guy continua à développer de nouveaux modèles de châssis, avec l'introduction de versions mises à jour des modèles Otter et Warrior, et le modèle à hautes performances Victory. Cependant, une mauvaise décision fut prise, celle de gérer les ventes sud-africaines par la maison-mère, qui généra des tensions  extrêmes sur les finances de la société. Combiné avec le développement d'un nouveau châssis à impériale, la situation s'avéra très dommageable pour Guy. Lancé en 1958, le Wulfrunian (en) promettait de nombreuses innovations dans sa conception, mais manquait fondamentalement de la fiabilité sur laquelle Guy avait basé sa réputation.

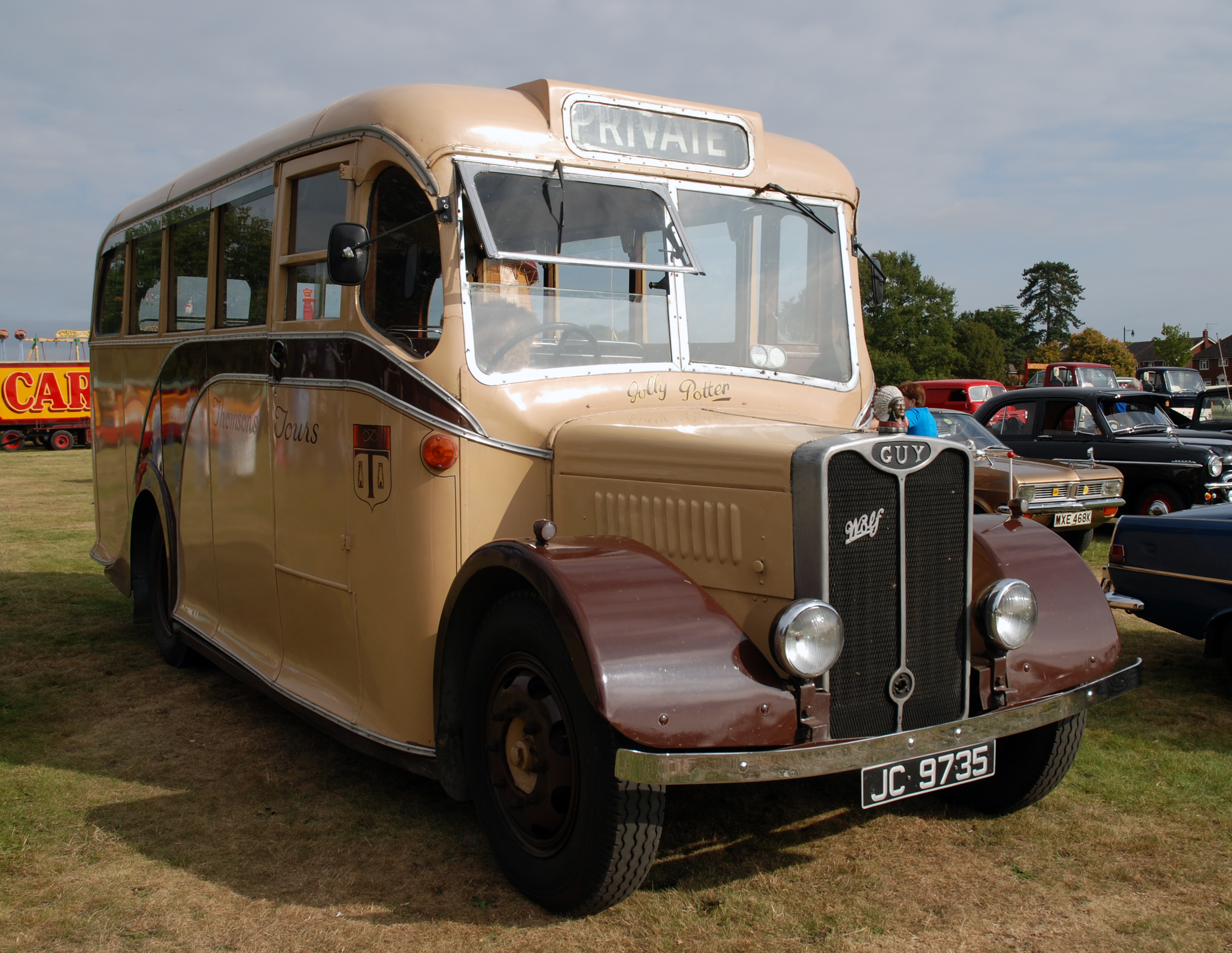
Avec la mascotte Indien
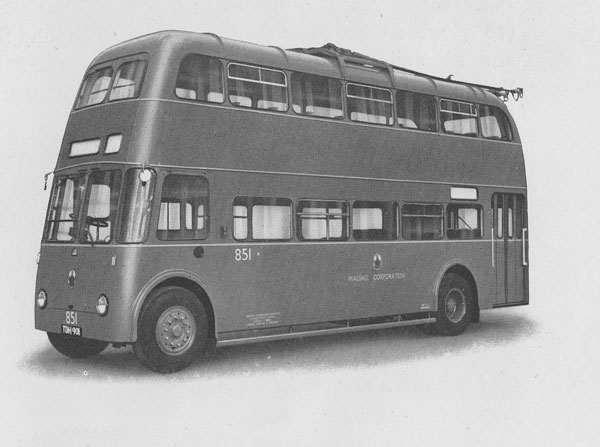
Le Trolleybus à impériale Sunbeam.
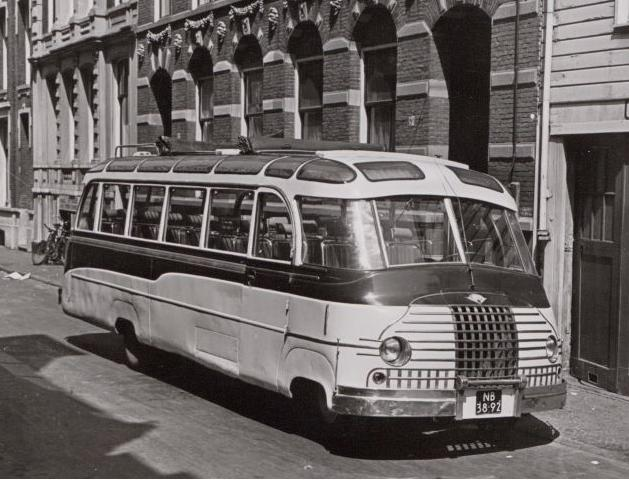
un Vixen de 1950
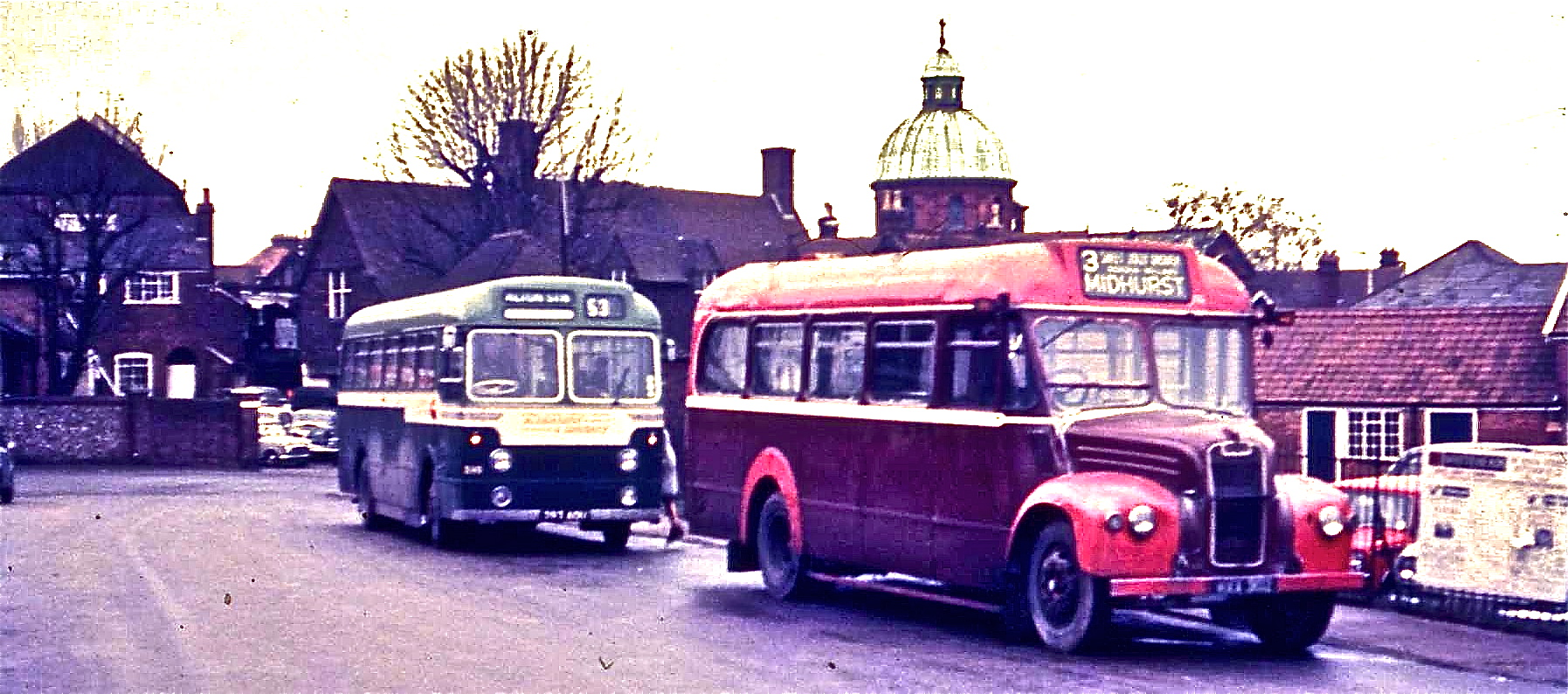
Deux bus à l'arrêt Petersfield station yard en 1970
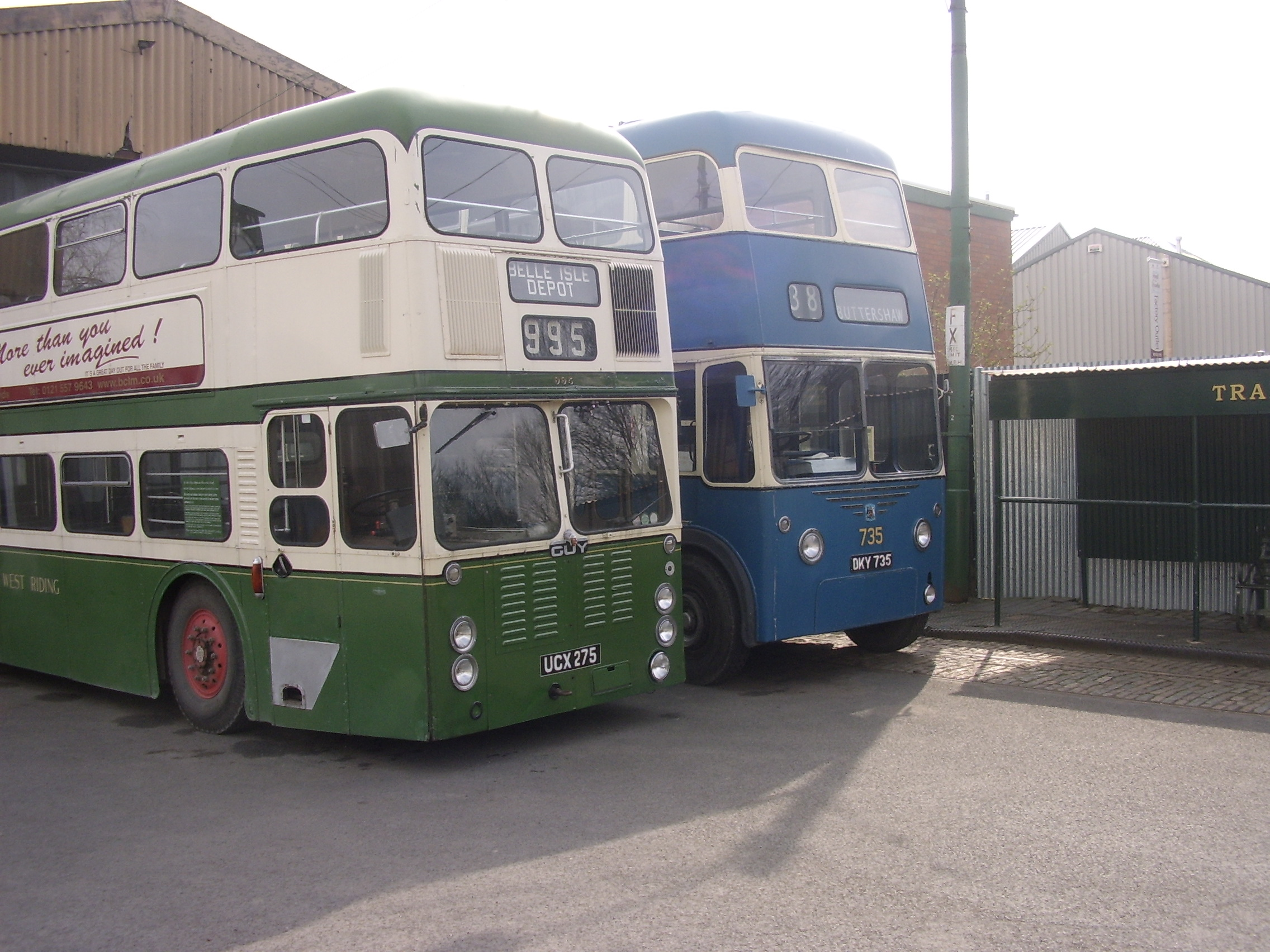
Un Wulfurnian Guy et un trolleybus badgé Karrier

### Le déclin de la société
Bien que de nouveaux modèles tels que le Warrior Mark II furent produits et malgré le fait que leur division camions fut performante en 1960, Guy fut en butte à des difficultés financières apparemment insurmontables. L'échec commercial du Wulfrunian et l'opération maladroite en Afrique du Sud, généra des pertes de plus de 300 000 £ par an.
En 1961, Guy n'avait pas d'autre choix que d'être mis sous séquestre. Sir William Lyons, directeur général de Jaguar, acquit la société pour 800 000 £, transférant les actifs à une nouvelle société, Guy Motors (Europe) Limited, qui laissa tout le passif à la défunte Guy Motors Limited, au nom qui finalement revint à "Guy Motors Ltd" en 1966. Jaguar misa immédiatement sur la rationalisation en réduisant le nombre d'employés et la gamme de véhicules produits.

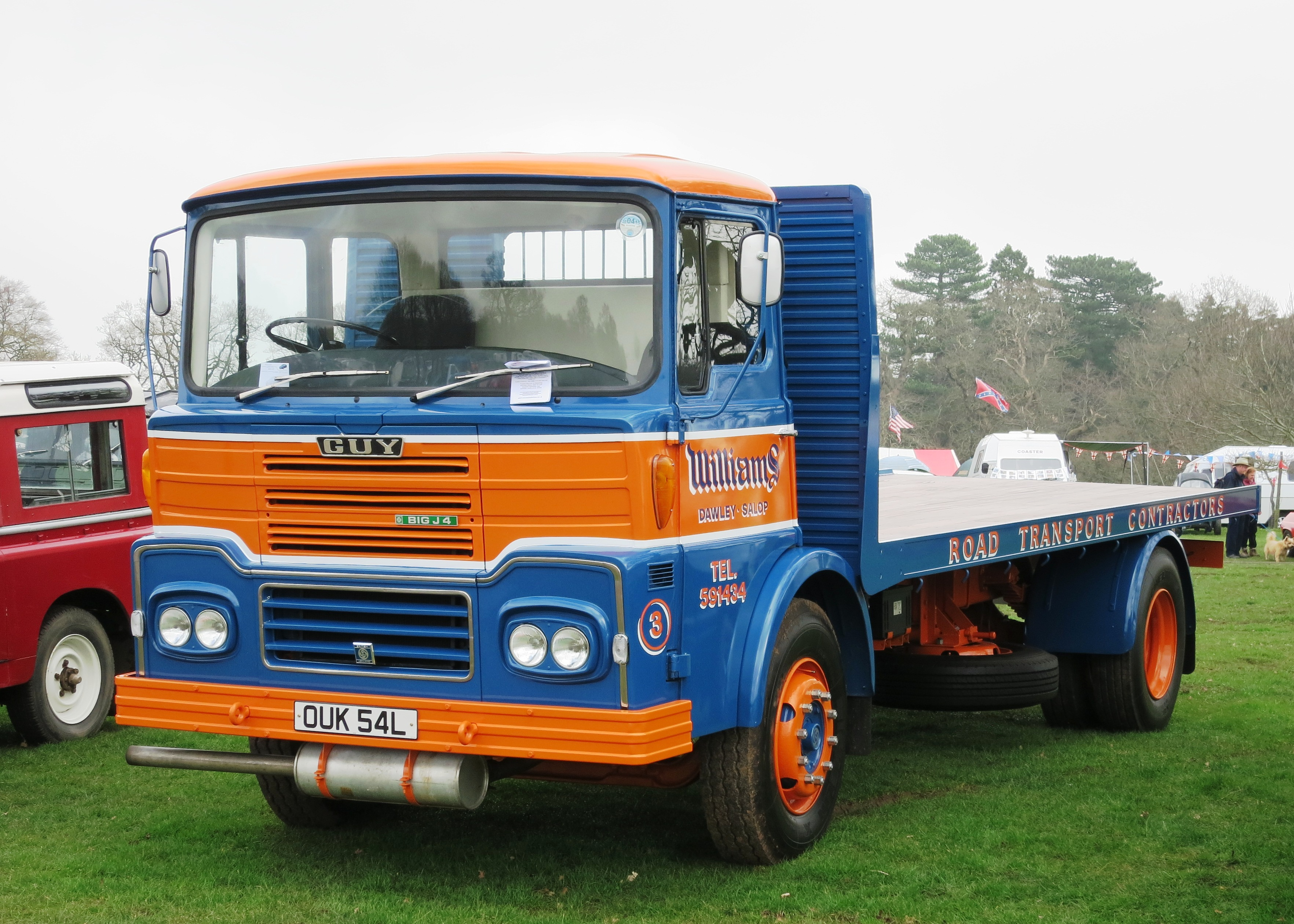
Guy Big J4 (1972)

Guy continua à être couronné de succès pendant les années 1960, avec le développement du trambus Victory et la série de camions Big J. Le Big J fut conçu autour d'un nouveau moteur à haut régime Cummins V6-200 couplé à une boîte de vitesses de type répartiteur, à 12 rapports, destiné à la conduite sur autoroute. Le manque de fiabilité et la pauvre économie de carburant du moteur Cummins V6-200 fit qu'il fut rapidement remplacé par des moteurs provenant d'autres sources. Par exemple, l'AEC AV505, le Leyland O. 401, le Gardner 6LXB, le Cummins NH180/NTK265 et le Rolls-Royce Eagle 220/265 ont été des choix courants dépendants de la tare du Véhicule. Les boîtes de vitesses provenaient de AEC, David Brown et Fuller. Les essieux arrière pouvaient être choisis parmi les offres de ENV et Kirkstall Forge. Le nombre de permutations possibles était telle que chaque configuration de véhicule fut enregistrée sur un "Document d'Érection" qui, avant l'ère internet, fut envoyée depuis l'usine Guy aux concessionnaires afin qu'ils aient un dossier sur chaque véhicule qui puisse exiger l'attention de son atelier. Le caractère distinctif de la cabine non-inclinable fut fourni par British Motor Panels Limited.
Cependant, une série de fusions de leur société mère les laissa dans une situation précaire. En 1966, Jaguar fusionna avec la British Motor Corporation pour former British Motor Holdings. Cette société a ensuite fusionné avec Leyland en 1968 pour former le groupe British Leyland Motor Corporation. Leyland a cessé la production des bus de marque Guy en 1972, bien que des versions du bus Guy Victory (en) badgés Leyland furent produites à Wolverhampton et Leyland jusqu'en 1986. Malgré les fusions, l'industrie automobile Britannique continua sur une tendance généralement à la baisse et British Leyland chercha où faire des économies.
Guy Motors a été en mesure de reporter la fermeture, en partie en raison du succès de sa gamme Big J, car elle était l'une des rares sociétés détenues par le groupe British Leyland à générer des bénéfices. Néanmoins, en 1981, Leyland décida de fermer l'usine de Fallings Park dans le cadre d'une rationalisation et en août 1982, les portes furent fermées au prix de 740 emplois. Le 5 octobre, l'usine fut démembrée et le contenu mis aux enchères. La fermeture de Guy Motors eut un impact dévastateur sur les régions voisines, y compris Heath Town et Low Hill, où la plupart des travailleurs de l'entreprise vivaient, contribuant à une hausse du chômage déjà élevé dans ces zones.

## Produits

### Voitures
- 20 hp 1919-1923
- 16.9 hp 1922-1924
- 13/36 1924-1925

### Bus et trolleybus
- Série B (comprenant les trolleybus BT et BTX)
- La série C
- Arab Mk I/II/III/IV/V
- Arab UF/LUF
- Wolf
- Vixen (voir les renseignements sur le Guy Special du London Transport de 1953)
- Trambus Warrior
- Wulfrunian
- Victoiry
- Sunbeam/Karrier S7/S7A
- Sunbeam/Karrier F4/ F4A
- Sunbeam MF2B

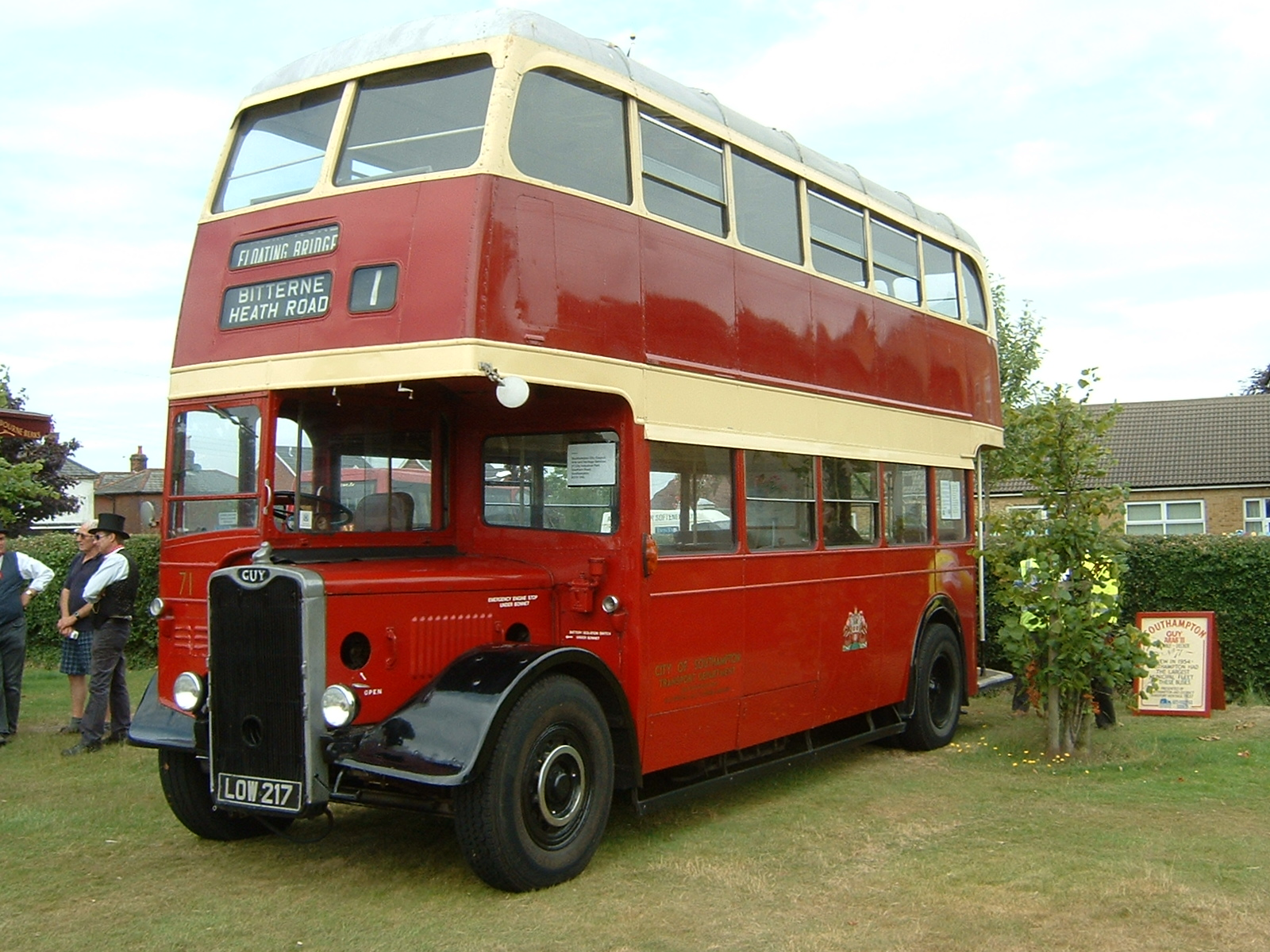
Omnibus Guy Arab III de 1954 de la Southampton Corporation.

### Camions et autres
- Véhicule Blindé

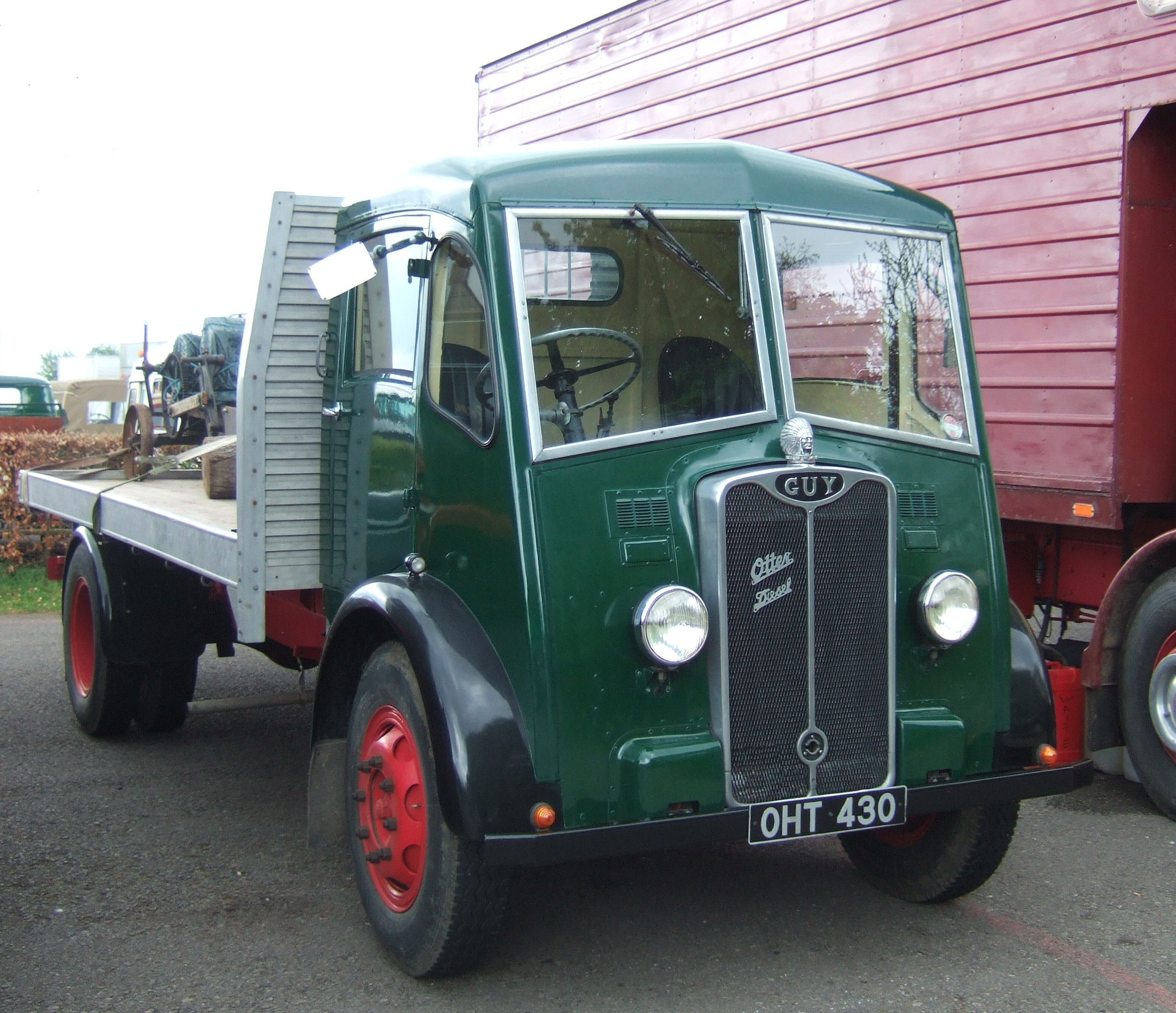
Guy Otter

- Lizard (en) – Véhicule Blindé De Commandement
- FBAX - Camion 3/5 Tonne 6 x 4, des Services Généraux, des services des Projecteurs, des Machines, des Transmissions sans Fil, des Gestions de Pannes, de Derrick.
- Ant – Camion 15cwt 4 x 2, du Service Général (G. S.) et Transmissions sans Fil (type maison)
- Quad-Ant – Camion 4 × 4 Tracteur d'Artillerie (F. A. T.) & 15cwt G. S.
- Wolf
- Vixen
- Warrior(1956)
- Invincible
- Big J
- Otter